# Liste des distinctions de NCT
Pour un article plus général, voir NCT.
Cet article présente la liste des distinctions de NCT.
NCT est un boys band sud-coréen sous le label de la SM Entertainment. Le groupe est actuellement divisé en quatre sous-unités, NCT U, NCT 127, NCT Dream et WayV.

## Sud-coréennes

### Asia Artist Awards
| Année | Unité   | Travail nommé | Prix                      | Résultat   | Réf.  |
| ----- | ------- | ------------- | ------------------------- | ---------- | ----- |
| 2016  | NCT     | NCT           | Popularity Award (Singer) | Nomination |       |
| 2016  | NCT 127 | NCT 127       | Best Rookie Award         | Lauréat    | [ 1 ] |
| 2018  | NCT     | NCT           | Popularity Award (Singer) | Nomination |       |

### Gaon Chart Music Awards
| Année | Unité     | Travail nommé     | Prix                            | Résultat   | Réf.  |
| ----- | --------- | ----------------- | ------------------------------- | ---------- | ----- |
| 2017  | NCT 127   | NCT 127           | New Artist of the Year          | Lauréat    | [ 2 ] |
| 2018  | NCT 127   | Cherry Bomb       | Album of the Year – 2nd Quarter | Nomination |       |
| 2019  | NCT       | NCT 2018 Empathy  | Album of the Year – 1st Quarter | Nomination |       |
| 2019  | NCT Dream | We Go Up          | Album of the Year – 3rd Quarter | Nomination |       |
| 2019  | NCT 127   | Regular-Irregular | Album of the Year – 4th Quarter | Nomination |       |

### Golden Disk Awards
| Année | Unité   | Travail nommé     | Prix                            | Résultat   | Réf.  |
| ----- | ------- | ----------------- | ------------------------------- | ---------- | ----- |
| 2017  | NCT 127 | NCT 127           | New Artist of the Year          | Lauréat    | [ 3 ] |
| 2017  | NCT 127 | NCT #127          | Disk Bonsang                    | Nomination |       |
| 2018  | NCT 127 | Cherry Bomb       | Disk Bonsang                    | Nomination | [ 4 ] |
| 2018  | NCT 127 | NCT 127           | Global Popularity Award         | Nomination | [ 5 ] |
| 2019  | NCT 127 | NCT 127           | NetEase Most Popular K-pop Star | Nomination |       |
| 2019  | NCT 127 | NCT 127           | Popularity Award                | Nomination |       |
| 2019  | NCT 127 | Regular-Irregular | Disk Bonsang                    | Lauréat    | [ 6 ] |
| 2019  | NCT 127 | Regular-Irregular | Disk Daesang                    | Nomination |       |
| 2019  | NCT     | NCT 2018 Empathy  | Disk Bonsang                    | Nomination |       |
| 2019  | NCT     | NCT 2018 Empathy  | Disk Daesang                    | Nomination |       |
| 2019  | NCT     | NCT               | Popularity Award                | Nomination |       |
| 2019  | NCT     | NCT               | NetEase Most Popular K-pop Star | Nomination |       |

### Korea Popular Music Awards
| Année | Unité   | Travail nommé | Prix          | Résultat | Réf.  |
| ----- | ------- | ------------- | ------------- | -------- | ----- |
| 2018  | NCT 127 | NCT 127       | Bonsang Award | Lauréat  | [ 7 ] |

### Korean Music Awards
| Année | Unité   | Travail nommé | Prix          | Résultat   | Réf.  |
| ----- | ------- | ------------- | ------------- | ---------- | ----- |
| 2018  | NCT 127 | "Cherry Bomb" | Best Pop Song | Nomination | [ 8 ] |

### MelOn Music Awards
| Année | Unité   | Travail nommé | Prix            | Résultat   | Réf. |
| ----- | ------- | ------------- | --------------- | ---------- | ---- |
| 2016  | NCT 127 | NCT 127       | Best New Artist | Nomination |      |

### Mnet Asian Music Awards
| Année | Unité   | Travail nommé | Prix                                | Résultat   | Réf.   |
| ----- | ------- | ------------- | ----------------------------------- | ---------- | ------ |
| 2016  | NCT 127 | NCT 127       | Best New Artist (Male Group)        | Lauréat    | [ 9 ]  |
| 2017  | NCT 127 | "Cherry Bomb" | Best Dance Performance – Male Group | Nomination | [ 10 ] |
| 2017  | NCT 127 | NCT 127       | New Asian Artist                    | Lauréat    | [ 11 ] |
| 2018  | NCT 127 | NCT 127       | Best Male Group                     | Nomination |        |
| 2018  | NCT 127 | NCT 127       | Worldwide Fans' Choice Top 10       | Lauréat    |        |
| 2018  | NCT 127 | NCT 127       | Worldwide Icon of the Year          | Nomination |        |
| 2018  | NCT 127 | NCT 127       | Artist of the Year                  | Nomination |        |

### Seoul Music Awards
| Année | Unité   | Travail nommé | Prix                           | Résultat   | Réf.   |
| ----- | ------- | ------------- | ------------------------------ | ---------- | ------ |
| 2017  | NCT 127 | NCT 127       | New Artist of the Year         | Lauréat    | [ 12 ] |
| 2018  | NCT 127 | NCT 127       | Bonsang Award                  | Nomination | [ 13 ] |
| 2018  | NCT 127 | NCT 127       | Popularity Award               | Nomination | [ 13 ] |
| 2018  | NCT 127 | NCT 127       | Hallyu Special Award           | Nomination | [ 13 ] |
| 2018  | NCT 127 | NCT 127       | Tiktok Dance Performance Award | Lauréat    | [ 14 ] |
| 2019  | NCT 127 | NCT 127       | Bonsang Award                  | Lauréat    |        |
| 2019  | NCT 127 | NCT 127       | Popularity Award               | Nomination |        |
| 2019  | NCT 127 | NCT 127       | Hallyu Special Award           | Nomination |        |

### Soribada Best K-Music Awards
| Année | Unité   | Travail nommé | Prix                                    | Résultat   | Réf.   |
| ----- | ------- | ------------- | --------------------------------------- | ---------- | ------ |
| 2017  | NCT 127 | NCT 127       | New Hallyu Best Performance (Boy Group) | Lauréat    | [ 15 ] |
| 2018  | NCT 127 | NCT 127       | Bonsang Award                           | Lauréat    | [ 16 ] |
| 2018  | NCT 127 | NCT 127       | Popularity Award (Male)                 | Nomination |        |
| 2018  | NCT 127 | NCT 127       | Global Fandom Award                     | Nomination |        |

## Internationales

### BreakTudo Awards
| Année | Unité | Travail nommé | Prix                 | Résultat   | Réf.   |
| ----- | ----- | ------------- | -------------------- | ---------- | ------ |
| 2018  | NCT   | NCT           | Favorite K-pop Group | Nomination | [ 17 ] |

### Teen Choice Awards
| Année | Unité | Travail nommé | Prix                  | Résultat   | Réf.   |
| ----- | ----- | ------------- | --------------------- | ---------- | ------ |
| 2018  | NCT   | NCT           | Choice Next Big Thing | Nomination | [ 18 ] |

### V Chart Awards
| Année | Unité     | Travail nommé | Prix                    | Résultat | Réf.   |
| ----- | --------- | ------------- | ----------------------- | -------- | ------ |
| 2017  | NCT 127   | NCT 127       | Best Rookie Of The Year | Lauréat  | [ 19 ] |
| 2017  | NCT 127   | NCT 127       | Hallyu Rookie Award     | Lauréat  | [ 19 ] |
| 2017  | NCT Dream | NCT Dream     | Top Promising Group     | Lauréat  | [ 19 ] |

## Autres prix
| Année | Prix                                    | Catégorie                          | Travail nommé | Résultat   | Réf.   |
| ----- | --------------------------------------- | ---------------------------------- | ------------- | ---------- | ------ |
| 2016  | Simply K-Pop Awards                     | Best Rising Star (Boy Group)       | NCT U         | Lauréat    | [ 20 ] |
| 2016  | Asia Model Awards                       | New Star Award                     | NCT U         | Lauréat    | [ 21 ] |
| 2017  | First Brand Awards                      | Chinese Special Prize              | NCT Dream     | Lauréat    | [ 22 ] |
| 2017  | V Live Awards                           | Global Rookie Top 5                | NCT 127       | Lauréat    | [ 23 ] |
| 2017  | 23e Korean Entertainment Arts Awards    | Newcomer Award                     | NCT 127       | Lauréat    | [ 24 ] |
| 2017  | 10e Anniversary KMF 2017                | Best Rookie Award                  | NCT           | Lauréat    | [ 25 ] |
| 2017  | 25e Korean Culture Entertainment Awards | K-POP Artist Award                 | NCT 127       | Lauréat    | [ 26 ] |
| 2018  | 2017 Fandom School Awards               | Best Male Group                    | NCT           | Lauréat    | [ 27 ] |
| 2018  | 24e Korean Entertainment Arts Awards    | Best Artist Group (Male)           | NCT 127       | Lauréat    |        |
| 2018  | 2018 Korea China Management Awards      | Asia Rising Star Award             | NCT 127       | Lauréat    | [ 28 ] |
| 2019  | V Live Awards                           | Top 10 Artist                      | NCT           | Nomination | [ 29 ] |
| 2019  | V Live Awards                           | Best Channel – 1 million followers | NCT           | Nomination | [ 30 ] |

## Émissions musicales

### The Show
| Année | Date       | Unité     | Chanson             | Résultat | Réf.   |
| ----- | ---------- | --------- | ------------------- | -------- | ------ |
| 2017  | 14 février | NCT Dream | "My First And Last" | Lauréat  | [ 31 ] |
| 2017  | 21 février | NCT Dream | "My First And Last" | Lauréat  | [ 32 ] |
| 2017  | 28 février | NCT Dream | "My First And Last" | Lauréat  | [ 33 ] |
| 2018  | 27 mars    | NCT 127   | "Touch"             | Lauréat  | [ 34 ] |
| 2018  | 16 octobre | NCT 127   | "Regular"           | Lauréat  | [ 35 ] |
| 2018  | 23 octobre | NCT 127   | "Regular"           | Lauréat  | [ 36 ] |
| 2019  | 6 aout     | NCT Dream | "Boom"              | Lauréat  |        |
| 2019  | 20 aout    | NCT Dream | "Boom"              | Lauréat  |        |

### M Countdown
| Année | Date       | Unité   | Chanson       | Résultat | Réf.   |
| ----- | ---------- | ------- | ------------- | -------- | ------ |
| 2017  | 22 juin    | NCT 127 | "Cherry Bomb" | Lauréat  | [ 37 ] |
| 2018  | 25 octobre | NCT 127 | "Regular"     | Lauréat  | [ 38 ] |

### Music Bank
| Année | Date       | Unité     | Chanson   | Résultat | Réf.   |
| ----- | ---------- | --------- | --------- | -------- | ------ |
| 2018  | 26 octobre | NCT 127   | "Regular" | Lauréat  | [ 39 ] |
| 2020  | 27 mars    | NCT 127   | "Kick It" | Lauréat  |        |
| 2020  | 8 mai      | NCT Dream | "Ridin"   | Lauréat  |        |

### Traductions
- (en) Cet article est partiellement ou en totalité issu de l’article de Wikipédia en anglais intitulé « List of awards and nominations received by NCT » (voir la liste des auteurs).

### Sources
1. ↑  (ko) « 'AAA' 조진웅∙엑소 대상…방탄소년단∙박보검∙윤아 2관왕 [종합] », sur TV Daily,‎ 16 novembre 2016.
2. ↑  « EXO, BlackPink, Twice win big at Gaon Awards », sur Kpop Herald, 24 février 2017.
3. ↑  « EXO, Twice grab top honors at Golden Disc awards », sur Kpop Herald, 15 janvier 2017.
4. ↑  (ko) Yeon-ji Kim, « [32회 골든] 부문별 후보부터 심사기준까지..골든디스크, 톺아보기 », sur Ilgan Sports, JTBC Plus,‎ 11 décembre 2017 (consulté le 13 décembre 2017).
5. ↑  (ko) « 해외 실시간 투표 » [archive du 13 décembre 2017], sur Ilgan Sports, JTBC Plus (consulté le 13 décembre 2017).
6. ↑  E.Kang, « Winners Of The 33rd Golden Disc Awards Day 2 », sur Soompi, 6 janvier 2019 (consulté le 24 janvier 2019).
7. ↑  J.K, « Winners Of 2018 Korea Popular Music Awards », sur Soompi, 20 décembre 2018 (consulté le 24 janvier 2019).
8. ↑  (ko) « 아이유·방탄소년단·레드벨벳, 한국대중음악상 후보 노미네이트(종합) » [« IU, BTS, Red Velvet, nominés aux Korean Music Awards »], The Korea Herald,‎ 6 février 2018 (lire en ligne, consulté le 6 février 2018).
9. ↑  « 2016 MAMA award winners », sur Kpop Herald, 4 décembre 2016.
10. ↑  « 2017 MAMA Nominations: BTS, EXO, Heize, IU, Seventeen, TWICE, & Wanna One Receive Top Recognition », sur Billboard, 20 octobre 2017.
11. ↑  « 15 Must-Watch Videos From 2017 MAMA In Hong Kong », Billboard, 1er décembre 2017.
12. ↑  « EXO sweeps music awards », sur The Korea Herald, 20 janvier 2017.
13. ↑  « Seoul Music Awards 2018: Here's everything to know about the 27th annual award show », International Business Times, 14 décembre 2017.
14. ↑  (ko) « [서울가요대상]방탄소년단 대상…엑소 3관왕·워너원 2관왕 (종합) », sur FN News.
15. ↑  (ko) « 소리바다' 엑소, 韓최초 5년연속 대상..트와이스는 음원퀸[종합] », OSEN,‎ 20 septembre 2017 (lire en ligne, consulté le 20 septembre 2017).
16. ↑  « BTS, TWICE Win Big at 2018 Soribada Best K-Music Awards », sur Billboard, 30 août 2018.
17. ↑  (pt-BR) « BreakTudo Awards 2018: Anitta lidera a lista de indicados, com 5 indicações, veja! », BreakTudo,‎ 25 août 2017 (lire en ligne, consulté le 27 août 2018).
18. ↑  « K-pop stars get Teen Choice Awards 2018 nominations », sur Manila Bulletin, 25 juin 2018.
19. ↑  « K-pop artists win big at ‘Yin Yue Tai V-Chart Awards’ », sur Kpop Herald, 9 avril 2017.
20. ↑  « Simply K-Pop(Ep.245) », sur Youtube, ARIRANG TV, 23 décembre 2016.
21. ↑  (ko) « 2016 Asia Model Awards '모델특별 가수상 NCT U & IOI' », sur AMFOC (consulté le 6 février 2018).
22. ↑  (ko) « '2017 Korea First Brand Award' award ceremony », sur People's Daily, 18 janvier 2017.
23. ↑  « V LIVE TOP 10 » [archive du 26 avril 2017], sur V LIVE (consulté le 30 juin 2017).
24. ↑  (ko) « 윤복희, 대한민국 연예예술상 대상 수상 », sur Naver,‎ 10 mars 2017.
25. ↑  (ja) « 【レポート】VIXX、NCTら人気K-POPグループから日本のガールズまで全9組が夢共演！ », sur Ameba,‎ 26 septembre 2017.
26. ↑  (ko) « '제25회 대한민국 문화연예대상 시상식' 28일 성황리에 개최 », sur YBS TV,‎ 29 janvier 2018.
27. ↑  « NCT2017全球粉丝大赏获奖视频 » (consulté le 6 janvier 2018).
28. ↑  (ko) « [공식입장] SM 이수만, 2018 한중경영대상 '최고경영자상' 수상..NCT127 라이징스타 », sur Osen,‎ 28 juin 2018.
29. ↑  « Artist Top 10 », V Live (consulté le 2 janvier 2019).
30. ↑  « Best Channel », V Live (consulté le 2 janvier 2019).
31. ↑  « NCT Dream get first ever win with 'My First and Last' », sur SBS, 15 février 2017.
32. ↑  (ko) « ‘더쇼’ NCT DREAM, ‘마지막 첫사랑’ 1위 소감 “더 단단해진 것 같다” », sur TV Daily,‎ 21 février 2017.
33. ↑  (ko) « 드림, '마지막 첫사랑'으로 '더쇼' 1위..대세 입증[종합] », sur Chosun,‎ 28 février 2017.
34. ↑  (ko) « '더쇼' NCT 127, 컴백과 함께 '터치'로 1위 등극 », sur Star News,‎ 27 mars 2018.
35. ↑  (ko) « '더 쇼' NCT 127, 'Regular'로 컴백 후 첫 1위(종합) », sur Sports Seoul,‎ 16 octobre 2018.
36. ↑  (ko) « '더쇼' NCT 127 2주 연속 1위.."팬들 사랑합니다" [★밤TView] », sur Star News,‎ 23 octobre 2018.
37. ↑  (ko) « NCT127, `엠카운트다운` 1위…데뷔 후 첫 트로피 `감격` », sur MK News,‎ 22 juin 2017.
38. ↑  (ko) « [종합IS] '엠카' NCT 127, '레귤러'로 1위… 몬스타엑스 컴백 », sur Ilgan Sports,‎ 25 octobre 2018.
39. ↑  K.Do, « Watch: NCT 127 Takes 4th Win For “Regular” On “Music Bank,” Performances By BoA, MONSTA X, Stray Kids, And More », sur Soompi, 26 octobre 2018 (consulté le 27 janvier 2019).